# スプラッシュウォーターパーク
スプラッシュウォーターパークは、2014年に日本で初採用された、海水浴場などの水上（海上・湖上など）に設置されるアトラクション施設。

## 概要
スライダー、トランポリンやブリッジなど、空気で膨らませて、その上ではずんで遊べるような幾種類かの水上遊具を海に浮かべたもので、水上であることから高いタワーから海にめがけてジャンプしたり出来る点で陸上のエア遊具とは一味異なった楽しみ方ができるような工夫が施されている。

## 沿革

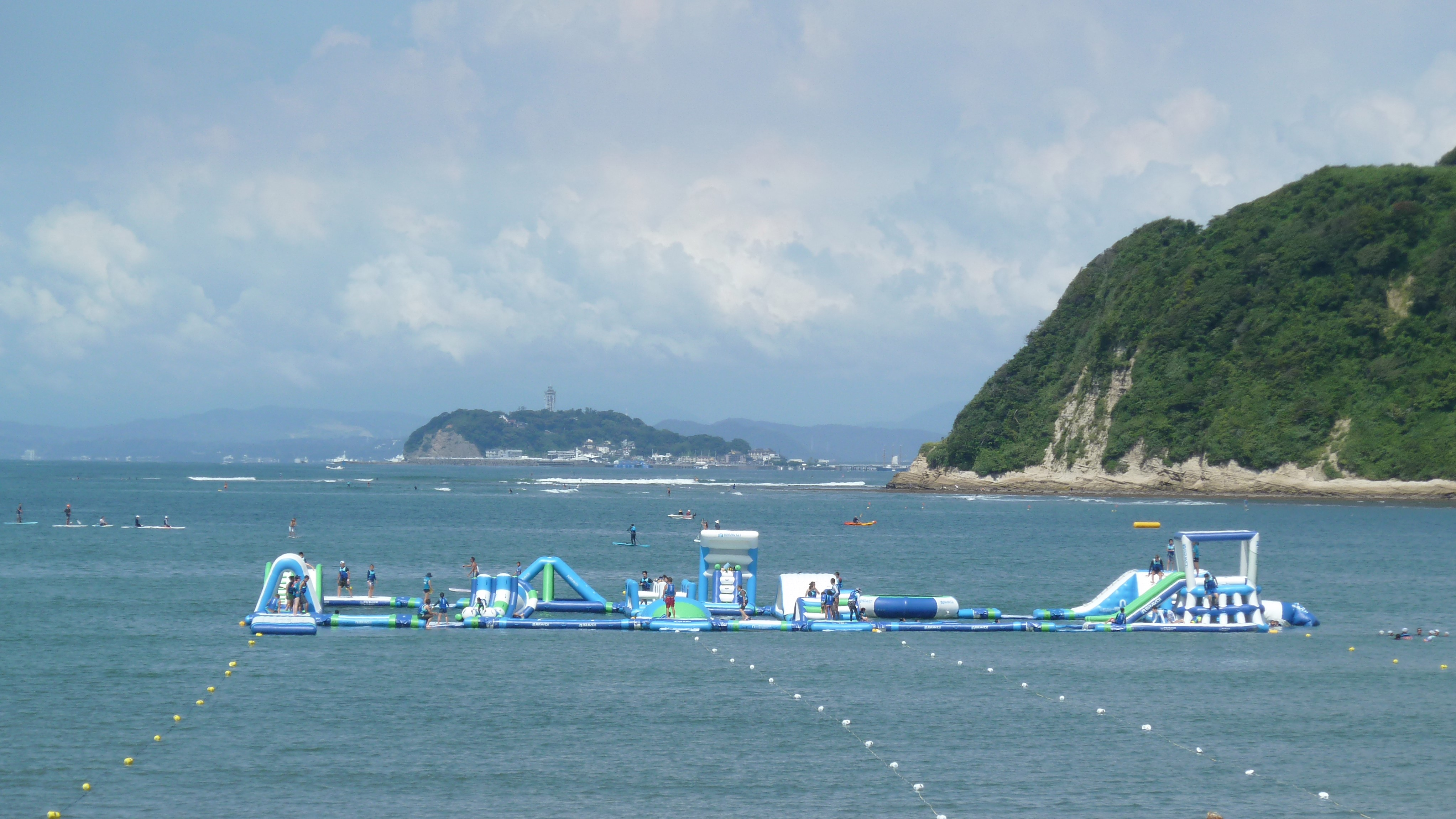
逗子海岸のスプラッシュウォーターパーク

- 2014年 - 静岡県賀茂郡南伊豆町の弓ヶ浜で導入された[1]。毎年夏に来日するオーストラリア人ライフガードのアドバイスを受け、日本で初めて導入したもので[2]、これ以降、弓ヶ浜では例年人気の遊具となっているが[3]、2020年から2022年は新型コロナウイルスの流行を受けて中止[4]、また2025年も設営が困難になったことを理由に中止[5]。
- 2015年 - 神奈川県逗子市の逗子市観光協会や市商工会などが組織する実行委員が逗子海岸で導入[6]・